# كأس فرنسا 1995–96
كأس فرنسا 1995–96 (بالفرنسية: Coupe de France de football 1995-1996)‏ هو الموسم 79 من كأس فرنسا. أشرف على تنظيمه اتحاد فرنسا لكرة القدم، وفاز فيه نادي أوكسير.